# تپه سلمانی
تپه سلمانی مربوط به دوران پیش از تاریخ ایران باستان است و در شهرستان دورود، بخش مرکزی، روستای تقی‌آباد واقع شده و این اثر در تاریخ ۲۴ اسفند ۱۳۸۳ با شمارهٔ ثبت ۱۱۷۲۷ به‌عنوان یکی از آثار ملی ایران به ثبت رسیده است.